# 第59軍 (日本軍)
第59軍（だいごじゅうきゅうぐん）は、大日本帝国陸軍の軍の一つ。

## 沿革
大東亜戦争（太平洋戦争・第二次世界大戦）末期の1945年（昭和20年）6月20日、本土決戦に備え中国方面を作戦地域として編成され、第15方面軍戦闘序列に編入された。

本営は、広島県広島市（現・広島市中区）の広島城本丸内にあった。
なお、1945年（昭和20年）6月15日から、第59軍司令官は中国軍管区司令官を兼ね、軍管区司令官としては天皇に直隷した。また、参謀長等も中国軍管区の参謀長等が兼務した。

同年8月6日、米海軍B-29エノラ・ゲイの広島原爆投下を目前に応戦しようとしたが、司令部および防空作戦室が爆心地から790mしか離れていなかったため原爆炸裂による熱線、放射線で甚大な被害を受け、司令官・中将藤井洋治も被爆に伴う重度の放射線障害により同日中に戦死した。

その後、本軍は広島常駐の留守第5師団と共に被爆直後の広島市民に対する救護活動に重点が置かれ、連合国軍と交戦することなく終戦。同年10月の陸軍省解体まで存続して、任務を厚生省に引き継いだ。

## 軍概要
- 通称号：山陽
- 編成時期：1945年6月20日
- 最終位置：広島
- 上級部隊：第15方面軍

### 歴代司令官
- 藤井洋治 予備役中将：1945年6月15日 - 1945年8月6日 原爆により死去
- 中西貞喜 中将（代理）：1945年8月6日 -
- 谷寿夫 予備役中将：1945年8月12日 -

### 歴代参謀長
- 加治武雄 少将（兼任）：1945年6月15日 -
- 松村秀逸 少将（兼任）：1945年7月5日 -
- 河村参郎 少将（兼任）：1945年9月18日 -

### 最終司令部構成
- 司令官：谷寿夫予備役中将
- 参謀長：松村秀逸少将
- 高級参謀：鈴木主習中佐
  - 参謀：細井実中佐
  - 参謀：青木信芳少佐
  - 参謀：遠藤正美少佐
  - 参謀：大沢昭少佐

### 最終所属部隊
- 第230師団（総武兵団、東京）：中西貞喜中将（最終位置：岡山）
  - 歩兵第319連隊（東京）：古東要大佐　
  - 歩兵第320連隊（甲府）：永井義右衛門中佐 　
  - 歩兵第321連隊（佐倉）：後藤四郎中佐　
  - 第230師団迫撃砲隊 　 　 　
  - 第230師団工兵隊 　 　 　
  - 第230師団輜重隊：内山晃少佐 　
  - 第230師団通信隊
- 第231師団（大国兵団、広島）：村田孝生中将（最終位置：山口）
  - 歩兵第346連隊（広島）：温品博水中佐 　
  - 歩兵第347連隊（浜田）：朝倉啓中佐　
  - 歩兵第348連隊（山口）：松原順市中佐 　
  - 第231師団迫撃砲隊 　 　 　
  - 第231師団工兵隊 　 　 　
  - 第231師団輜重隊 　 　 　
  - 第231師団通信隊 　 　 　
  - 第231師団兵器勤務隊 　 　 　
  - 第231師団衛生隊 　 　 　
  - 第231師団第１野戦病院 　 　 　
  - 第231師団第２野戦病院 　 　 　
  - 第231師団病馬廠
- 独立混成第124旅団（鬼城兵団、広島）：石井信少将（最終位置：山口県小串）　 
  - 独立歩兵第744大隊
  - 独立歩兵第745大隊
  - 独立歩兵第746大隊
  - 独立歩兵第747大隊
  - 独立歩兵第748大隊
  - 独立混成第124旅団旅団砲兵隊
  - 独立混成第124旅団旅団工兵隊
  - 独立混成第124旅団旅団通信隊